# Hold On (Michael Bublé)
Hold On è un brano musicale interpretato da Michael Bublé, pubblicato come secondo singolo estratto dal quinto album del cantante canadese con cittadinanza italiana, Crazy Love, l'11 dicembre 2009.

## Il brano
Hold On è stato inizialmente reso disponibile sul sito ufficiale di Michael Bublé, a cui è seguita un'ulteriore anteprima sul sito YouTube con un video lyrics.

## Tracce
Promo - CD-Single Reprise - (Warner)
1. Hold On - 4:05

CD-Maxi Reprise 054391986290 (Warner) / EAN 0054391986290
1. Hold On
2. Let It Snow, Let It Snow, Let It Snow (Live)

## Classifiche
| ITA singoli | ITA singoli | ITA singoli | ITA singoli | ITA singoli | ITA singoli | ITA singoli | ITA singoli | ITA singoli | ITA singoli | ITA singoli |
| Settimana   | 01          | 02          | 03          | 04          | 05          | 06          | 07          | 08          | 09          | 10          |
| ----------- | ----------- | ----------- | ----------- | ----------- | ----------- | ----------- | ----------- | ----------- | ----------- | ----------- |
| Posizione   | 18          | 7           | 9           | 10          | 14          | 16          | 19          | -           | -           | 16          |